# Jievvasuolu
Jievvasuolu är en ö i Finland. Den ligger i Muonioälven och i kommunen Enontekis i den ekonomiska regionen  Fjäll-Lappland  och landskapet Lappland, i den norra delen av landet, 1 000 km norr om huvudstaden Helsingfors. Öns area är 11,5 hektar och dess största längd är 0,6 kilometer i nord-sydlig riktning.